# سه تفنگدار (فیلم ۱۹۴۶)
«سه تفنگدار» (انگلیسی: The Three Musketeers) یک فیلم ماجرایی آرژانتینی به کارگردانی Julio Saraceni است که در سال ۱۹۴۶ منتشر شد.